# Trebinje

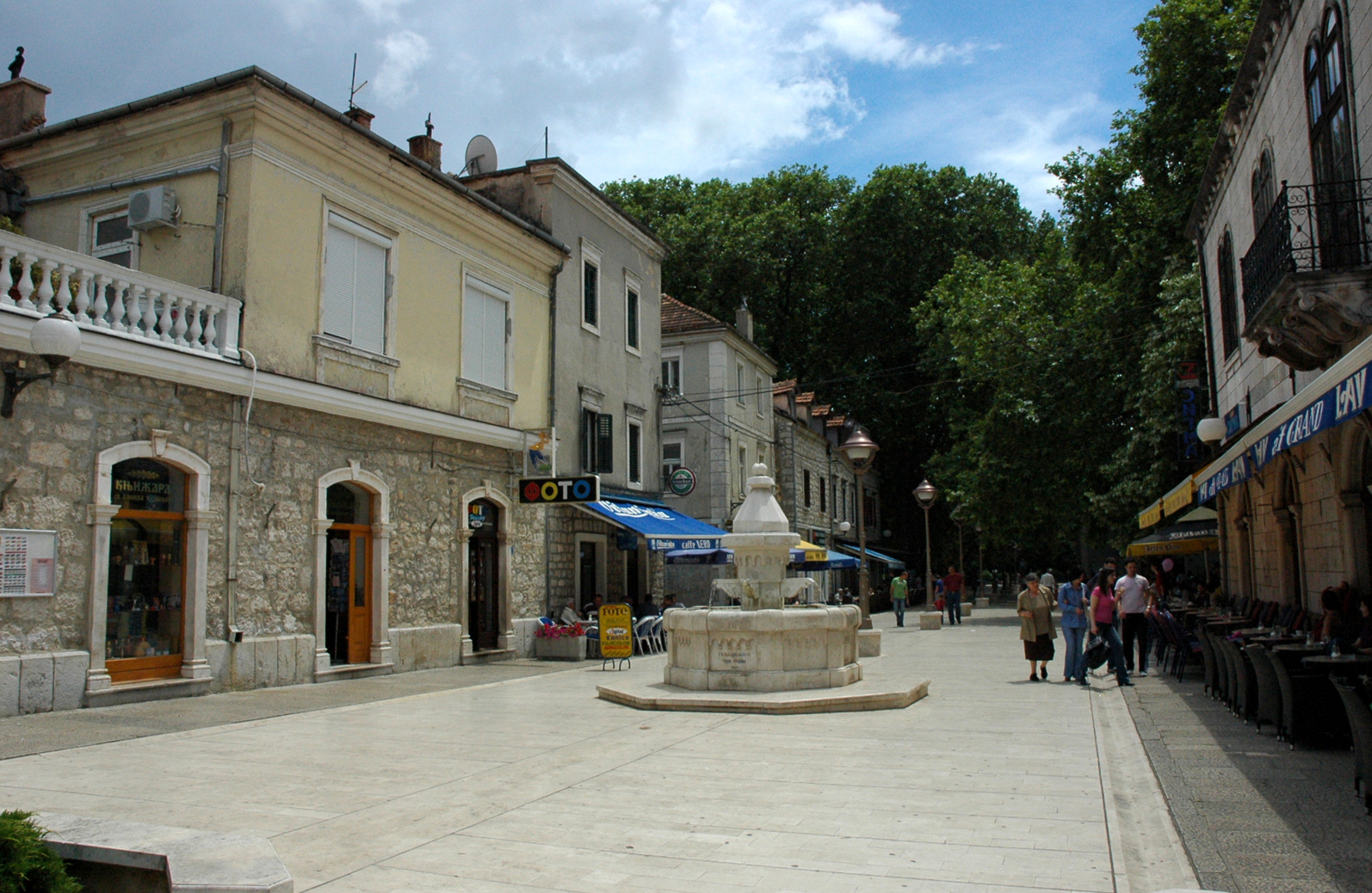
Trebinje

Trebinje (în sârbă Требиње, pronunțat [trěːbiɲe]) este un oraș situat în Republika Srpska, o entitate din statul modern Bosnia și Herțegovina. Este cel mai sudic oraș din Bosnia și Herțegovina, situat pe malurile râului Trebišnjica, în regiunea Herțegovina de Est. În 2013, a avut o populație de 31.433 de locuitori. Cartierul vechi al orașului datează din perioada otomană din secolul al XVIII-lea și include podul Arslanagić. 

## Geografie

### Geografie fizica
Orașul se află în valea râului Trebišnjica, la poalele muntelui Leotar, în sud-estul Herțegovinei, la aproximativ 30 kilometri (19 mi) pe șosea de Dubrovnik, Croația, pe coasta Adriaticii. Se găsesc mai multe mori de-a lungul râului, precum și câteva poduri, inclusiv trei în orașul Trebinje însuși, precum și un pod istoric otoman, Arslanagić, în apropiere. Râul este intens exploatat pentru energia hidroelectrică. După ce trece prin zona Popovo Polje din sud-vestul orașului, râul - care face inundații mereu iarna - curge în mod natural subteran către Adriatica, în apropiere de Dubrovnik.  
Trebinje este cunoscut și sub numele de „orașul soarelui și al platanilor“, și se spune că este una dintre cele mai frumoase orașe din Bosnia și Herțegovina. Orașul este centrul economic și cultural al regiunii Herțegovina de Est. 

### Geografie politică
Comuna Trebinje se află în cea mai sudică parte a Republicii Srpska și a comunelor Bileća, Ljubinje și Ravno. Comuna Trebinje are o suprafață de 904 km2 și constituie 3,68% din totalul teritoriului Republicii Srpska. 

### Climat
Clima este caldă și temperată în Trebinje. Ploaia cade mai ales iarna, cu ploi relativ puține vara. Temperatura medie anuală este de 14,2 °C în Trebinje. Precipitațiile medii sunt de de 133,8  mm. Cea mai caldă lună a anului este iulie, cu o temperatură medie de 23,3 °C și cea mai rece lună a anului este ianuarie, cu o temperatură medie de 5,4 °C
| Date climatice pentru Trebinje (1961–1990)                | Date climatice pentru Trebinje (1961–1990) | Date climatice pentru Trebinje (1961–1990) | Date climatice pentru Trebinje (1961–1990) | Date climatice pentru Trebinje (1961–1990) | Date climatice pentru Trebinje (1961–1990) | Date climatice pentru Trebinje (1961–1990) | Date climatice pentru Trebinje (1961–1990) | Date climatice pentru Trebinje (1961–1990) | Date climatice pentru Trebinje (1961–1990) | Date climatice pentru Trebinje (1961–1990) | Date climatice pentru Trebinje (1961–1990) | Date climatice pentru Trebinje (1961–1990) | Date climatice pentru Trebinje (1961–1990) |
| Luna                                                      | Ian                                        | Feb                                        | Mar                                        | Apr                                        | Mai                                        | Iun                                        | Iul                                        | Aug                                        | Sep                                        | Oct                                        | Nov                                        | Dec                                        | Anual                                      |
| --------------------------------------------------------- | ------------------------------------------ | ------------------------------------------ | ------------------------------------------ | ------------------------------------------ | ------------------------------------------ | ------------------------------------------ | ------------------------------------------ | ------------------------------------------ | ------------------------------------------ | ------------------------------------------ | ------------------------------------------ | ------------------------------------------ | ------------------------------------------ |
| Media zilnică °C (°F)                                     | 5.4 (41,7)                                 | 6.6 (43,9)                                 | 9.0 (48,2)                                 | 12.4 (54,3)                                | 16.8 (62,2)                                | 20.4 (68,7)                                | 23.3 (73,9)                                | 23.2 (73,8)                                | 19.5 (67,1)                                | 15.1 (59,2)                                | 10.4 (50,7)                                | 6.8 (44,2)                                 | 14,1 (57,4)                                |
| Minima istorică °C (°F)                                   | −10.5 (13,1)                               | −8 (17,6)                                  | −7 (19,4)                                  | −1 (30,2)                                  | 2.5 (36,5)                                 | 6.5 (43,7)                                 | 8.0 (46,4)                                 | 9.5 (49,1)                                 | 5.0 (41)                                   | −2 (28,4)                                  | −10.5 (13,1)                               | −10.5 (13,1)                               | −10,5 (13,1)                               |
| Precipitații mm (inches)                                  | 179.1 (7.051)                              | 163.5 (6.437)                              | 154.2 (6.071)                              | 152.8 (6.016)                              | 86.2 (3.394)                               | 84.3 (3.319)                               | 52.2 (2.055)                               | 87.8 (3.457)                               | 125.1 (4.925)                              | 191.0 (7.52)                               | 232.8 (9.165)                              | 220.9 (8.697)                              | 1.730,0 (68,11)                            |
| Nr. de zile cu precipitații (≥ 1.0 mm)                    | 11                                         | 11                                         | 11                                         | 11                                         | 8                                          | 7                                          | 5                                          | 5                                          | 6                                          | 9                                          | 12                                         | 11                                         | 106                                        |
| Ore însorite                                              | 102.6                                      | 114.7                                      | 142.2                                      | 154.0                                      | 187.5                                      | 193.7                                      | 242.8                                      | 233.8                                      | 197.8                                      | 172.9                                      | 111.3                                      | 100.6                                      | 1.954,8                                    |
| Sursă: Meteorological Institute of Bosnia and Herzegovina |                                            |                                            |                                            |                                            |                                            |                                            |                                            |                                            |                                            |                                            |                                            |                                            |                                            |

## Istorie

### Evul Mediu
De Administrando Imperio,  lucrarea împăratului Constantin al VII-lea Porfirogenet (913–959), a menționat Travunija (Τερβουνια) ca „țara sârbilor”. Prințul sârb Vlastimir (domnie 830–51) a căsătorit-o pe fiica sa cu Krajina Belojević, fiul lui Beloje, iar această familie a devenit una de conducători ereditari ai regiunii Travunija. Până în 1040, statul lui Stefan Vojislav se întindea în regiunea de coastă de la Ston în nord, până la capitala sa, Skadar, de-a lungul malurilor sudice ale Lacului Skadar, cu instanțe înființate în Trebinje, Kotor și Bar.
Orașul a realizat drumul de la Ragusa la Constantinopol, care a fost străbătut în 1096 de Raymond al IV-lea de Toulouse și de cruciații săi. A aparținut Imperiului Sârb până în 1355. Trebinje a devenit o parte a statului bosniac medieval extins sub domnia regelui Tvrtko I în 1373. Un turn medieval din Gornje Police se consideră că a fost construit de Vuk Branković. Vechea Mănăstire Tvrdoš datează din secolul al XV-lea. 
În 1482, împreună cu restul Herțegovinei (vezi: Herzog Stjepan Vukčić Kosača), orașul a fost cucerit  de Imperiul Otoman. Orașul vechi-Kastel a fost construit de otomani în locul cetății medievale Ban Vir, pe malul vestic al râului Trebišnjica. Zidurile orașului, piața Orașului Vechi și două moschei au fost construite la începutul secolului al XVIII-lea de familia Resulbegović. Podul Arslanagić  din secolul al XVI-lea (sau podul Perovica) a fost construit inițial la satul Arslanagić, la 5 kilometri (3,1 mi) nord de oraș, de către Mehmed-Paša Sokolović, și a aparținut familiei Arslanagić timp de secole. Podul Arslanagić este unul dintre cele mai atractive poduri din epoca otomană din Bosnia și Herțegovina. Are două arcade semicirculare mari și două mici. 
Printre familiile nobile din regiunea Trebinje menționate în documentele Republicii Ragusa au fost Ljubibratić, Starčić, Popović, Krasomirić, Preljubović, Poznanovic, Dragančić, Kobiljačić, Paštrović, Zemljić și Stanjević.

### Epoca otomană
Arderea moaștelor Sfântului Sava după răscoala Banatului i-a provocat pe sârbii din alte regiuni să se revolte împotriva otomanilor. Grdan, vojvoda de Nikšić, a organizat o revoltă împreună cu patriarhul sârb Jovan Kantul. Din 1596, centrul activității anti-otomane din Herțegovina a fost Mănăstirea Tvrdoš din Trebinje, unde era înscăunat mitropolitul Visarion. În 1596, răscoala a izbucnit în Bjelopavlići, apoi s-a răspândit la Drobnjaci, Nikšić, Piva și Gacko (vezi Răscoala sârbă din 1596–97). Rebelii au fost învinși pe câmpul Gatačko. În cele din urmă, a eșuat din cauza lipsei sprijinului străin. 
Haiducii din Herțegovina au efectuat în martie 1655 una dintre cele mai mari operațiuni ale lor, atacând Trebinje, luând mulți sclavi și ducând cu ei multă pradă.
La 26 noiembrie 1716, generalul austriac Nastić cu 400 de soldați și c. 500 de haiduci au atacat orașul Trebinje, dar nu l-au cucerit. O forță combinată austro-venețiană și de haiduci, de 7.000 de oameni, a stat în fața zidurilor orașului Trebinje, apărat de 1.000 de otomani. Otomanii erau atacați în apropiere de Belgrad de haiduci, la Mostar, și astfel nu au putut să trimită întăriri la Trebinje. Cucerirea câmpiei Popovo  și a orașului Trebinje a fost abandonată pentru a lupta în Muntenegru. Venețienii au preluat Hutovo și Popovo, unde au recrutat soldați din rândul populației.
Printre participanții notabili la răscoala din Herțegovina (1852–1862) din Trebinje s-a aflat și Mićo Ljubibratić. 
În timpul răscoalei Herțegovinei (1875–1877), regiunile Bileća și Trebinje au fost conduse de serdarul Todor Mujičić, Gligor Milićević, Vasilj Svorcan și Sava Jakšić. 

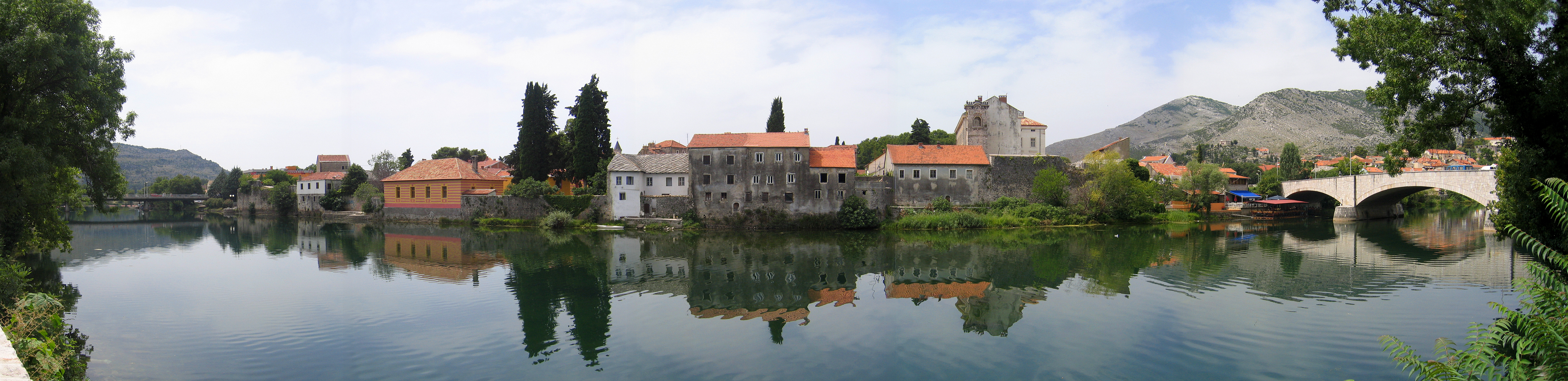
Panorama orașului Trebinje

### Austro-Ungaria
În perioada administrării austro-ungare (1878–1918), au fost construite mai multe fortificații pe dealurile din jur și a existat o garnizoană cu sediul în oraș. Administratorii imperiali au modernizat și orașul, extinzându-l spre vest, construind actuala stradă principală, precum și mai multe piețe, parcuri, școli, plantații de tutun etc. 

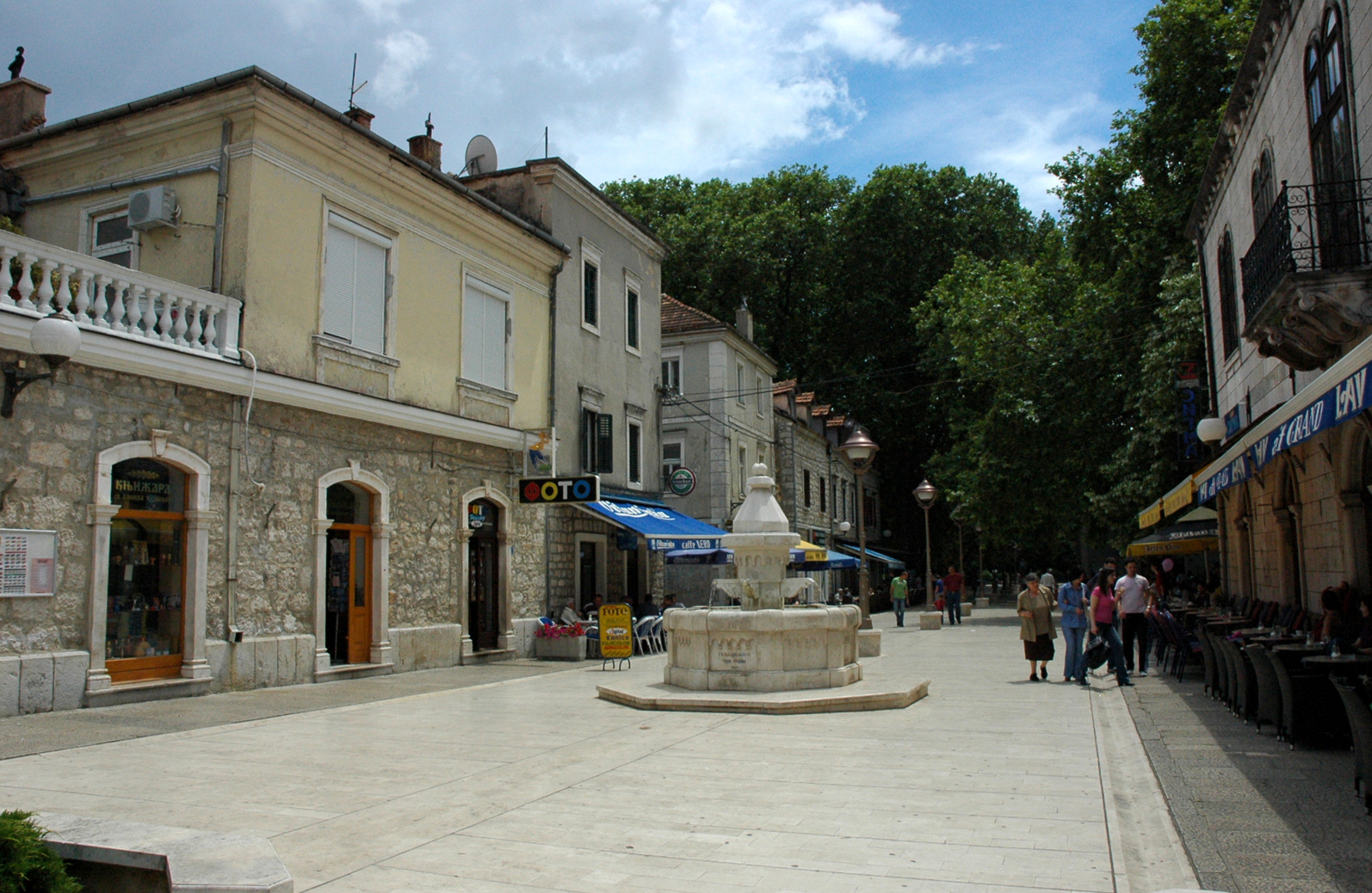
Trebinje

### RSF Iugoslavia (1945–92)
Trebinje s-a dezvoltat rapid în epoca Republicii Federale Socialiste a Iugoslaviei din perioada lui Iosip Broz Tito, între 1945 și 1980. Și-a dezvoltat în special potențialul hidroelectric cu barajele, lacurile artificiale, tunelurile și centralele hidroelectrice. Această dezvoltare industrială a dus la o creștere mare a populației urbane din Trebinje. 

### Războiul din Bosnia (1992–95)
Trebinje a fost cel mai mare oraș din estul Herțegovinei, deținut de sârbi, în timpul războiului din Bosnia. Acesta a fost controlat de forțele sârbe bosniace începând cu toamna anului 1991 și a fost folosit ca bază principală de comandă și de artilerie de trupele armatei populare iugoslave (JNA) care au asediat orașul croat Dubrovnik. În 1992, Trebinje a fost declarată capitală a autoproclamatei Regiuni Autonome Sârbe din Herțegovina (în sârbă Српска аутономна област Херцеговина). Locuitorii bosniaci au fost ulterior obligați să lupte de partea armatei populare iugoslave și, cei care au refuzat, au fost executați și astfel mulți bosniaci au fugit din regiune. Zece dintre moscheile orașului au fost distruse complet în timpul războiului.

## Așezări
Trebinje este una dintre cele două comune create din fosta comuna iugoslavă Trebinje la recensământul din 1991, cealaltă fiind comuna Ravno aflată în Federația Bosniei și Herțegovinei. În 2018, comuna Trebinje a avut are un număr de 178 de așezări (inclusiv zona corespunzătoare a orașului Trebinje): 
- Aranđelovo
- Arbanaška
- Arslanagića Most
- Baonine
- Begović Kula
- Bihovo
- Bijelač
- Bijograd
- Bioci
- Bodiroge
- Bogojević Selo
- Borlovići
- Brani Do
- Brova
- Budoši
- Bugovina
- Cerovac
- Čvarići
- Desin Selo
- Diklići
- Djedići, Do
- Dobromani
- Dodanovići
- Dolovi
- Domaševo
- Donja Kočela
- Donje Čičevo
- Donje Grančarevo
- Donje Vrbno
- Donji Orovac
- Dračevo
- Dražin Do
- Drijenjani
- Dubljani
- Dubočani
- Duži
- Glavinići
- Gojšina
- Gola Glavica
- Gomiljani
- Gornja Kočela
- Gornje Čičevo
- Gornje Grančarevo
- Gornje Vrbno
- Gornji Orovac
- Grab
- Grbeši
- Grbići
- Grkavci
- Grmljani
- Hum
- Janjač
- Jasen
- Jasenica Lug
- Jazina
- Jušići
- Klikovići
- Klobuk
- Konjsko
- Korlati
- Kotezi
- Kovačina
- Kraj
- Krajkovići
- Kremeni Do
- Krnjevići
- Kučići
- Kunja Glavica
- Kutina
- Lapja
- Lastva
- Lokvice
- Lomači
- Lug
- Lušnica
- Ljekova
- Ljubovo
- Marić Međine
- Mesari
- Mionići
- Morče
- Mosko
- Mrkonjići
- Mrnjići
- Necvijeće
- Nevada
- Nikontovići
- Ograde
- Orašje Popovo
- Orašje Površ
- Orašje Zubci
- Parojska Njiva
- Petrovići
- Pijavice
- Podosoje
- Podstrašivica
- Podštirovnik
- Podvori
- Poljice Čičevo
- Poljice Popovo
- Prhinje Pridvorci
- Prosjek
- Rapti Bobani
- Rapti Zupci
- Rasovac
- Sedlari
- Skočigrm
- Staro Slano
- Strujići
- Šarani
- Šćenica Ljubomir
- Taleža
- Todorići
- Trebijovi
- Tuli
- Tulje
- Turani
- Turica
- Turmenti
- Tvrdoš
- Ubla
- Ugarci
- Ukšići
- Uskoplje
- Uvjeća
- Veličani
- Velja Gora
- Vladušići
- Vlaka
- Vlasače
- Vlaška
- Volujac
- Vrpolje Ljubomir
- Vrpolje Zagora
- Vučija
- Zagora
- Zavala
- Zgonjevo
- Žakovo
- Ždrijelovići
- Željevo
- Župa

## Date demografice
Conform rezultatelor recensământului din 2013, orașul Trebinje a avut 31.433 de locuitori. 

### Populație
| Populația așezărilor - comuna Trebinje | Populația așezărilor - comuna Trebinje | Populația așezărilor - comuna Trebinje | Populația așezărilor - comuna Trebinje | Populația așezărilor - comuna Trebinje | Populația așezărilor - comuna Trebinje | Populația așezărilor - comuna Trebinje | Populația așezărilor - comuna Trebinje |
| -------------------------------------- | -------------------------------------- | -------------------------------------- | -------------------------------------- | -------------------------------------- | -------------------------------------- | -------------------------------------- | -------------------------------------- |
| Așezare                                | 1948.                                  | 1953.                                  | 1961.                                  | 1971.                                  | 1981.                                  | 1991.                                  | 2013.                                  |
| Total                                  | 27401                                  | 27720                                  | 24176                                  | 29024                                  | 30372                                  | 30996                                  | 31433                                  |
| Bihovo                                 |                                        |                                        |                                        |                                        |                                        | 658                                    | 305                                    |
| Donje Čičevo                           |                                        |                                        |                                        |                                        |                                        | 258                                    | 497                                    |
| Lastva                                 |                                        |                                        |                                        |                                        |                                        | 523                                    | 368                                    |
| Pridvorci                              |                                        |                                        |                                        |                                        |                                        | 419                                    | 632                                    |
| Todorići                               |                                        |                                        |                                        |                                        |                                        | 121                                    | 260                                    |
| Trebinje                               |                                        |                                        |                                        | 3530                                   | 17271                                  | 21870                                  | 25589                                  |
| Vrpolje Ljubomir                       |                                        |                                        |                                        |                                        |                                        | 73                                     | 278                                    |

### Compoziție etnică
| Naționalitate | 2013.           | 1991.           | 1981.           | 1971.          |
| Total         | 25.589 (100,0%) | 21.870 (100,0%) | 17.271 (100,0%) | 3.530 (100,0%) |
| sârbi         |                 | 14.915 (68,20%) | 9.489 (54,94%)  | 1.788 (50,65%) |
| bosniaci      |                 | 4.228 (19,33%)  | 3.039 (17,60%)  | 1.211 (34,31%) |
| iugoslavi     |                 | 1.470 (6.722%)  | 3.364 (19,48%)  | 124 (3.513%)   |
| Alții         |                 | 910 (4.161%)    | 158 (0,915%)    | 51 (1.445%)    |
| croați        |                 | 347 (1.587%)    | 412 (2.386%)    | 208 (5.892%)   |
| muntenegreni  |                 |                 | 727 (4.209%)    | 120 (3,399%)   |
| albanezi      |                 |                 | 31 (0,179%)     | 7 (0,198%)     |
| macedoneni    |                 |                 | 29 (0,168%)     | 2 (0,057%)     |
| sloveni       |                 |                 | 22 (0,127%)     | 19 (0,538%)    |

| Naționalitate | 2013.           | 1991.           | 1981.           | 1971.           |
| Total         | 31.433 (100,0%) | 30.966 (100,0%) | 30 372 (100,0%) | 29.024 (100,0%) |
| sârbi         | 27.276 (93,42%) | 21.349 (68,94%) | 18.123 (59,67%) | 19.362 (66,71%) |
| bosniaci      | 995 (3.408%)    | 5.571 (17,99%)  | 4.405 (14,50%)  | 4.846 (16,70%)  |
| Alții         | 632 (2.165%)    | 1 158 (3 740%)  | 199 (0,655%)    | 157 (0,541%)    |
| croați        | 295 (1.010%)    | 1 246 (4,024%)  | 2.309 (7.602%)  | 3.350 (11,54%)  |
| iugoslavi     |                 | 1 642 (5.303%)  | 4.280 (14,09%)  | 424 (1.461%)    |
| muntenegreni  |                 |                 | 865 (2.848%)    | 776 (2.674%)    |
| albanezi      |                 |                 | 119 (0,392%)    | 59 (0,203%)     |
| macedoneni    |                 |                 | 36 (0,119%)     | 18 (0,062%)     |
| sloveni       |                 |                 | 22 (0,072%)     | 32 (0,110%)     |
| rromi         |                 |                 | 14 (0,046%)     |                 |

## Cultură

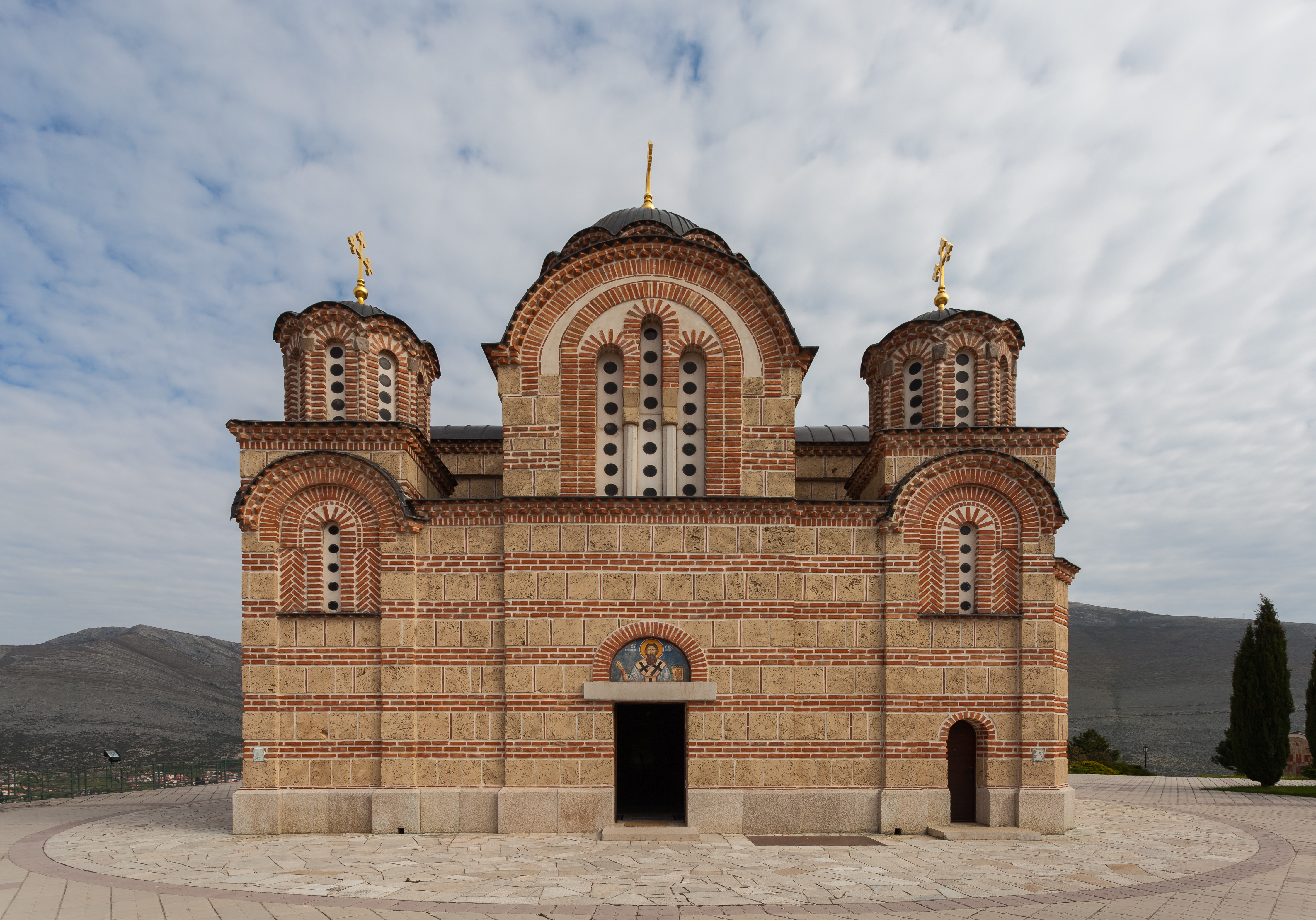
Hercegovačka Gračanica, o mănăstire ortodoxă sârbă situată pe Dealul Crkvina, cu vedere spre oraș.

Biserica ortodoxă sârbă din Trebinje, Saborna Crkva, a fost construită între 1888 și 1908. Mănăstirea Hercegovačka Gračanica, o copie liberă a mănăstirii Gračanica din Kosovo, a fost finalizată în 2000. Bisericile sunt situate deasupra orașului, pe dealul istoric Crkvina. Mănăstirea Tvrdoš din secolul al XV-lea este situată la doi kilometri sud-vest de Trebinje, inclusiv o biserică care datează din antichitatea târzie. În centrul orașului se află și Catedrala romano-catolică a Nașterii Mariei, precum și monumente dedicate poeților aclamați Njegoš și Jovan Dučić (care era din oraș). Moscheea Osman-Pașa Resulbegović, situată în Orașul Vechi, a fost construită inițial în 1726 și renovată complet în 2005. Zidurile Orașului Vechi sunt bine conservate. Podul Arslanagić (din 1574) este situat la 1 km nord de centrul orașului. 

## Sport
Clubul local de fotbal, FK Leotar Trebinje, joacă în Prima Ligă din Bosnia și Herțegovina.

## Economie
Sediul central al Elektroprivreda Republike Srpske (sârbă: Електропривреда Републике Српске), care este cel mai mare angajator din Republika Srpska (din 2016), este situat în Trebinje. Începând cu 2016, cea mai mare parte a economiei sale se bazează pe servicii.
Următorul tabel oferă o previzualizare a numărului total de persoane înregistrate angajate de persoane juridice după activitatea lor principală (în 2018): 
| Activitate                                                                     | Total |
| ------------------------------------------------------------------------------ | ----- |
| Agricultură, silvicultură și pescuit                                           | 152   |
| Minerit si cariere                                                             | 9     |
| Fabricație                                                                     | 1,440 |
| Alimentare cu energie electrică, gaz, abur și aer condiționat                  | 1286  |
| Rezerva de apa; activități de canalizare, gestionare și remediere a deșeurilor | 214   |
| Constructie                                                                    | 362   |
| Comerț cu ridicata și cu amănuntul, reparații de autovehicule și motociclete   | 1157  |
| Transport și depozitare                                                        | 151   |
| Cazare și servicii alimentare                                                  | 521   |
| Informatie si comunicare                                                       | 134   |
| Activități financiare și de asigurare                                          | 128   |
| Activități imobiliare                                                          | 1     |
| Activități profesionale, științifice și tehnice                                | 174   |
| Activități de servicii administrative și de asistență                          | 136   |
| Administrație publică și apărare; securitate socială obligatorie               | 972   |
| Educație                                                                       | 635   |
| Sănătate umană și activități de muncă socială                                  | 601   |
| Arte, divertisment și recreere                                                 | 124   |
| Alte activități de servicii                                                    | 157   |
| Total                                                                          | 8354  |

## Transport
La sfârșitul anului 2009, Guvernul Republicii Srpska a aprobat finanțarea proiectului unui aeroportul la Trebinje. Aeroportul era destinat să servească ca o alternativă low cost a Aeroportului Dubrovnik. Aeroportul urma să fie operațional în 2010 și apoi a fost anulat până în 2011. Terminalul era planificat să gestioneze 260.000 de pasageri anual. În ianuarie 2013, ministrul Transporturilor și Infrastructurii Republika Srpska, Nedeljko Cubrilovic, a anunțat că numărul de pasageri s-a dublat în 2012 față de anul precedent (în proiect). Asta în ciuda faptului că aeroportul nu a fost construit. Peste 820.000 de euro au fost cheltuiți în proiect, în mare parte pentru documentare.     

## Oameni notabili
- Asmir Begović, portar de fotbalul
- Beba Selimović, cântăreață de sevdalinka
- Boris Savović, jucător de baschet
- Branislav Krunić, jucător de fotbal
- Dzeny, cântăreț / compozitor bosniaco-suedez
- Ivana Ninković, înotătoare olimpică
- Nataša Ninković, actriță sârbă
- Jovan Deretić, istoric
- Jovan Dučić, poet și diplomat
- Nebojša Glogovac, actor sârb
- Uroš Đerić, fotbalist
- Semjon Milošević, jucător de fotbal
- Igor Joksimović, jucător de fotbal
- Siniša Mulina, jucătoare de fotbal
- Srđan Aleksić, actor amator
- Vladimir Gudelj, jucător de fotbal
- Arnela Odžaković, karateka
- Vladimir Radmanović, jucător sârb NBA, campion mondial
- Sabahudin Bilalović, jucător de baschet
- Bogić Vučković, lider rebel
- Mijat Gaćinović, jucător de fotbal sârb, campion mondial U-20 și campion european al U-19
- Marko Mihojević, fotbalist
- Tijana Bošković, jucătoare de volei sârbă, campioană mondială și europeană, medaliată cu argint la Jocurile Olimpice de vară 2016
- Momčilo Mrkaić, fotbalist